# Deutzia mexicana
Deutzia mexicana är en hortensiaväxtart som beskrevs av William Botting Hemsley. Deutzia mexicana ingår i släktet deutzior, och familjen hortensiaväxter. Inga underarter finns listade i Catalogue of Life.